# Marie Thérèse Rodet Geoffrin
Marie Thérèse Rodet Geoffrin (Parijs, 26 juni 1699 – aldaar, 6 oktober 1777) was een Franse salonnière en een van de beroemdste bourgeois vrouwen van de achttiende eeuw.

## Biografie
Marie Thérèse Rodet Geoffrin werd geboren als de dochter van een kamerheer, maar werd op jonge leeftijd al wees. Haar grootmoeder voedde haar vervolgens op. In haar jeugd genoot ze geen formeel onderwijs en op veertienjarige leeftijd huwde ze met een rijke fabrikant. Via haar huwelijk kwam ze terecht in de wereld van de literaire salons. Ze bracht haar leertijd door in de salon van Claudine Guérin de Tencin. Na haar dood zou Geoffrin haar salon erven.
De salon van Geoffrin verschilde van die van haar voorgangster. De salon van Tencin was voornamelijk een literaire salon, terwijl Geoffrin ook muzikanten en schilders uitnodigde om langs te komen in haar salon aan de Rue Saint-Honoré. Op maandagen ontving ze artiesten als François Boucher en Maurice-Quentin de La Tour en op woensdagen kwamen de schrijvers bij haar langs. Onder hen bevonden zich onder meer Horace Walpole en Pierre Carlet de Marivaux. Ze wist de salon ook een respectabel aanzien te geven en ze stond bekend als een genereuze en moederlijke beschermer van haar gasten en  protegés. Zij gaf hun zowel kritiek als advies.
Tot de mensen die gevormd werden in de salon van Geoffrin behoorden de schrijfster Julie de Lespinasse en de latere Poolse koning Stanislaus August Poniatowski. Binnen haar salons was religie een verboden onderwerp en haar motto was "geven en vergeven". Er klonk ook kritiek op Geoffrin. Zo vond Voltaire dat ze niet goed kon schrijven en was Montesquieu ontstemd omdat Geoffrin zijn Over de geest van de wetten niet zo vleiend had ontvangen.